# Wyschtscha Dubetschnja
Wyschtscha Dubetschnja (ukrainisch Вища Дубечня, russisch Высшая Дубечня Wysschaja Dubetschnja) ist ein Dorf in der ukrainischen Oblast Kiew mit etwa 830 Einwohnern (2006).
Das erstmals 1552 erwähnte Dorf liegt an der Regionalstraße P–69 am Ufer der Desna im Osten des Rajon Wyschhorod 25 km nordöstlich vom Rajonzentrum Wyschhorod und etwa 45 km nordöstlich von Kiew. Das Nachbardorf Pirnowe befindet sich 3 km nördlich vom Dorf.
Am 12. Juni 2020 wurde das Dorf ein Teil der neugegründeten Landgemeinde Pirnowe, bis dahin bildete es die gleichnamige Landratsgemeinde Wyschtscha Dubetschnja (Вищедубечанська сільська рада/Wyschtschedubetschanska silska rada) im Osten des Rajons Wyschhorod.

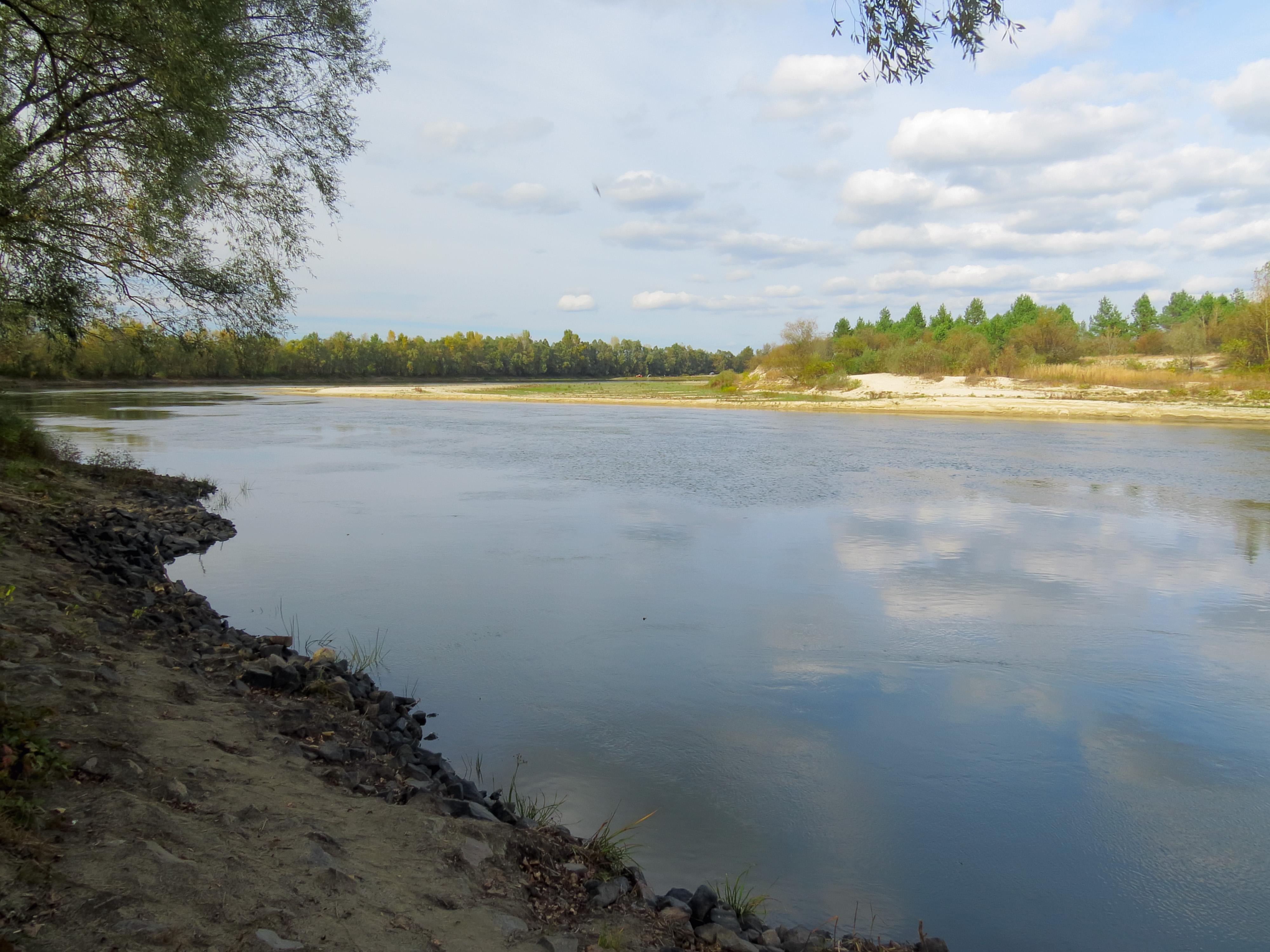
Die Desna in der Nähe des Dorfes
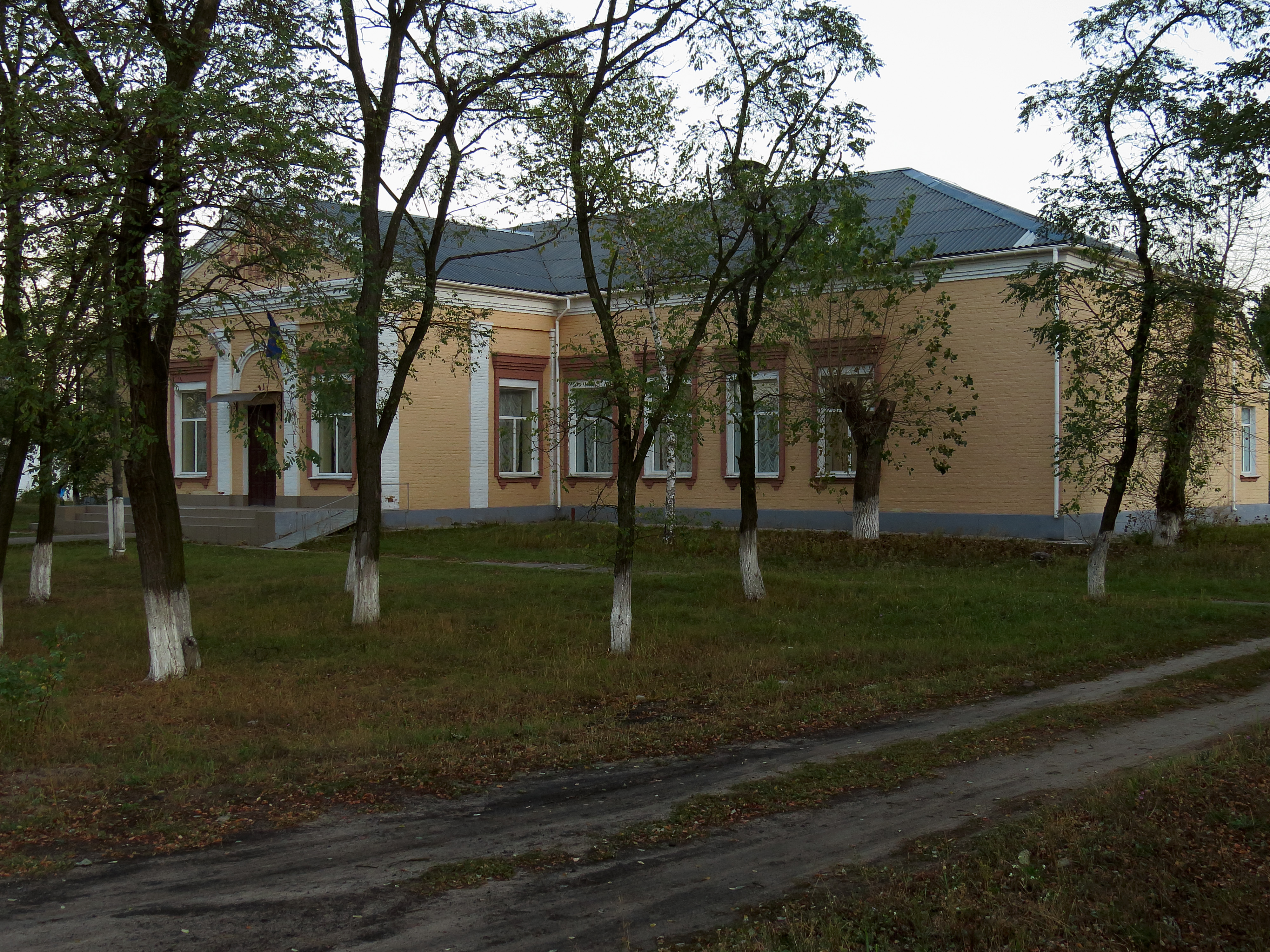
Dorfclub
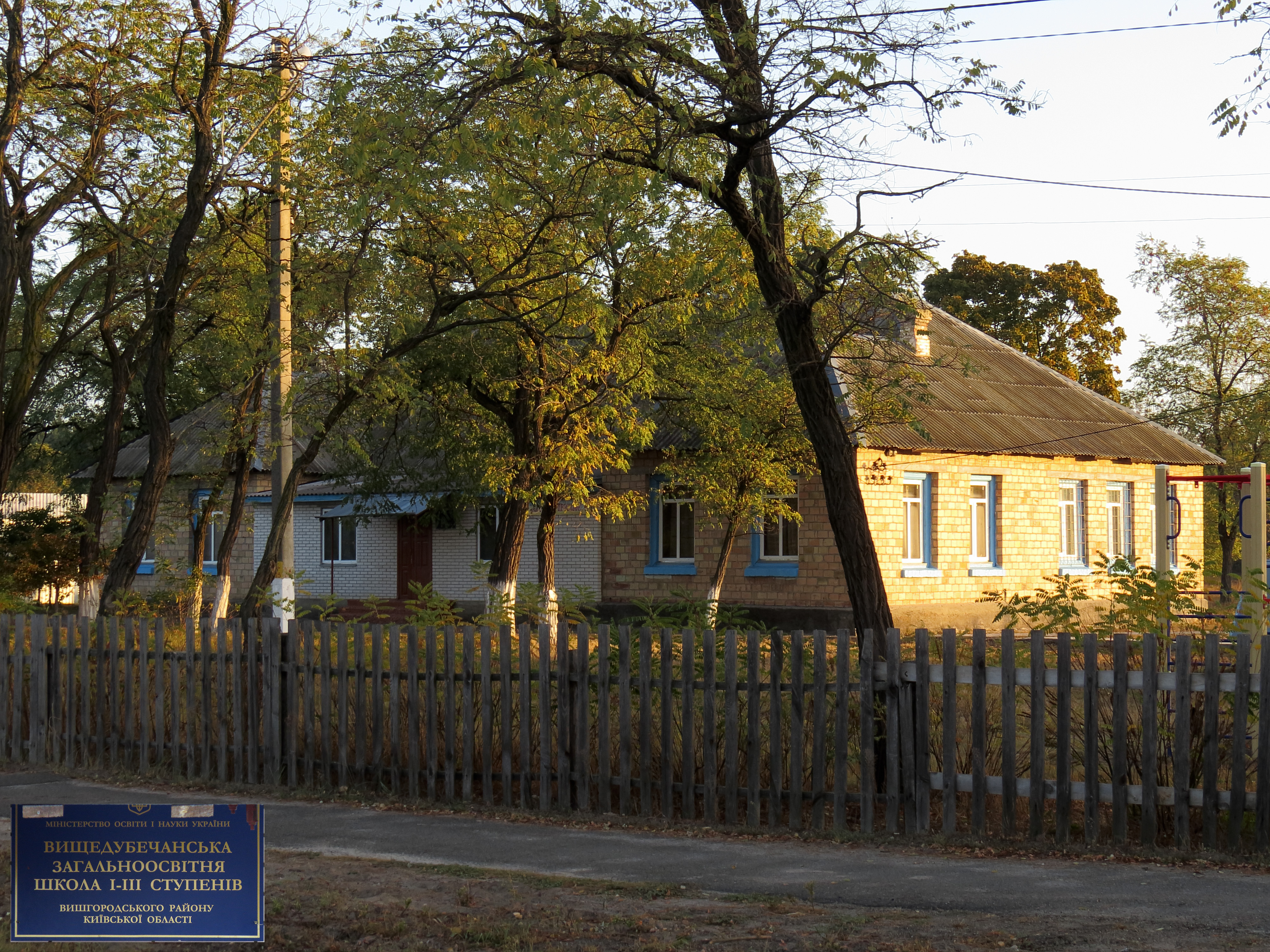
Neues Schulgebäude
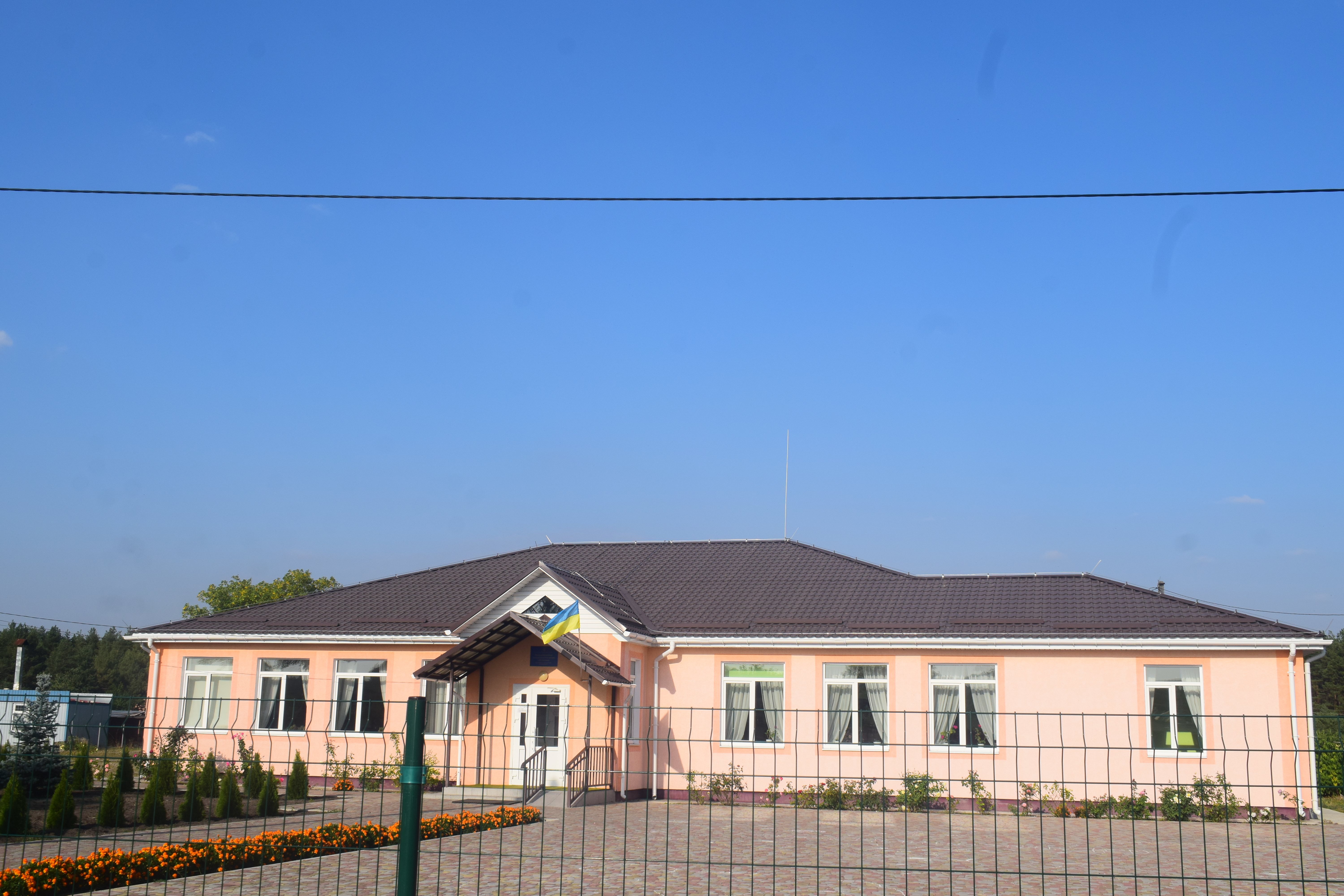
Altes Schulgebäude